# Спасите наши души (песня)
«Спасите наши души» (по первой строке известна как «Уходим под воду…») — авторская песня Владимира Высоцкого, написанная в 1967 году. Песню, исполняемую от имени подводников, отправленных на боевое задание, планировалось включить в кинофильм «Особое мнение», но в окончательную версию картины она не вошла. Часто исполнялась автором на концертах в 1967—1968 годах и оставалась в его репертуаре до последних лет жизни. За рубежом издана в антологии «Песни русских бардов» в 1977 году без прямого разрешения автора, в СССР впервые опубликована после смерти Высоцкого, в 1986 году в журнале «В мире книг». Название «Спасите наши души» получили некоторые издания произведений Высоцкого и посвящённые ему публикации, цитаты из песни фигурировали в прессе, связанной с гибелью подводной лодки «Курск».
Спасите наши души!

Мы бредим от удушья.

Спасите наши души!

Спешите к нам!

Услышьте нас на суше —

Наш SOS всё глуше, глуше, —

И ужас режет души

Напополам...

## Содержание и структура песни
Песня исполняется от лица моряков-подводников, отправленных на выполнение боевого задания. Их лодка уходит на погружение в нейтральных водах и прокладывает «не отмеченный» путь на глубине между морских мин. Экипажу приказано подняться на поверхность с рассветом, чтобы атаковать неприятельские верфи. Герои песни, чей мир — под водой, осознают, что всплытие для них гибельно. Песня передаёт напряжение моряков — они «бредят от удушья», у них «рвутся аорты» и «ужас режет души напополам», но командир пресекает «истерики», и лодка выходит в таранную атаку на причалы противника.
Текст состоит из пяти куплетов, каждый из которых сопровождается припевом. Для куплетов и припева Высоцкий использует разные размеры: первые написаны двустопным амфибрахием (в основном акаталектическим, за исключением каталектической формы последних строк каждой строфы), а второй — ямбом. С музыкальной точки зрения произведение выдержано в миноре и в основном построено на трёх аккордах. В куплетах это минорная тоника, минорная субдоминанта и мажорный аккорд, опирающийся на седьмую ноту тональности, а в припеве — минорные тоника, субдоминанта и доминанта. Мелодия преимущественно строится на звуках малой терции, хотя в куплетах иногда возникает переход вниз на чистую кварту.

## Создание, исполнение и публикация
Песня написана летом 1967 года. Высоцкий, проводивший это время на съёмках фильма Одесской киностудии «Интервенция», работал над ней в студийной гостинице «Куряж». Черновой вариант песни он исполнил для режиссёра Виктора Жилина, работавшего над кинофильмом «Особое мнение» и жившего в той же гостинице. По воспоминаниям Жилина, песня его потрясла настолько, что он решил включить её в свою ленту, специально придумав для неё сюжетный ход. Согласно рассказам участников съёмок, песня должна была прозвучать в эпизоде на морском берегу, у ночного костра, в исполнении друга следователя Ковалёва — главного героя картины. Роль друга предназначалась для Высоцкого (сам он в письме жене, Людмиле Абрамовой, назвал своего предполагаемого персонажа «облучённым подводником»). Эпизод был действительно отснят с большим количеством дублей, и «наутро молодёжь ходила и повторяла: „На-по-по-лам“, а ветераны, одуревшие от бессонницы, показывали кулаки и говорили: „Ещё раз скажешь — убью!“»
Эпизод, однако, получился совершенно чужеродным для сюжета фильма, и его включению в экранную версию воспротивился автор сценария Иван Менджерицкий, с которым после этого у Высоцкого надолго были испорчены отношения. Затем и сам Жилин пришёл к выводу, что «получился вставной номер», и вырезал эпизод из картины. Тем не менее в ленте сохранились упоминания о том, что Ковалёв раньше служил на подводной лодке, и о его товарище по службе.
Первая известная фонограмма концертного исполнения песни датируется октябрём 1967 года. В общей сложности известны свыше 30 записей песни, наиболее активно звучавшей в выступлениях в 1967—1968 годах, однако остававшейся частым номером программы вплоть до конца 1970-х годов (последняя известная запись сделана в апреле 1980 года). Со временем текст песни изменился: в первоначальной версии фигурировал пресекающий истерику «капитан», но позже автору указали на то, что во главе экипажа подводной лодки стоит командир, и он переписал куплет в соответствии с этим. Самому Высоцкому это произведение очень нравилось — его биограф В. И. Новиков называет «Спасите наши души» «главной, наверное, песней» 1967 года.
В 1974 году песня наряду с ещё несколькими («Утренняя гимнастика», «О фатальных датах и цифрах», «Братские могилы», «Корабли») была записана на Венгерском телевидении для документального фильма о её авторе «Поэт с Таганки». Во время поездок Высоцкого во Францию «Спасите наши души» наряду с другими произведениями автора прозвучала на празднике газеты «Юманите». В сентябре 1975 года, во время гастролей театра на Таганке в Болгарии, Высоцкий исполнил «Спасите наши души» (а также «Она была в Париже», «Я не люблю», «Песню микрофона», «Песню про прыгуна в высоту», «Песенку о слухах», «Братские могилы» и «Он не вернулся из боя») для телепередачи «Вместо интервью». Песня вошла также в число записанных в 1976 году в Канаде в студии Андре Перри. Она прозвучала в 1976 году в авторском исполнении на французском телевидении, а в следующем году спродюсированный французом Жилем Тальбо диск, на который вошла канадская запись, был выпущен во Франции местным филиалом компании RCA. В 1979 году «Спасите наши души» вошла в запись, сделанную Высоцким на факультете журналистики МГУ для Уоррена Битти; это исполнение осталось неоконченным — прервав песню, Высоцкий сослался на расстроившуюся гитару. Важную роль в этой записи играет видеоряд — «Закрытые глаза, движения головы, лицо с отражающейся на нём болью».
Текст песни был включён во вторую серию вышедшей в Париже в 1977 году антологии «Песни русских бардов», представлявшей собой три тома текстов в сопровождении коллекции аудиокассет с магнитофонными записями песен. По словам подготовившего антологию к выпуску Владимира Аллоя, Высоцкий знал о её предстоящем выходе и радовался ему, но высоцковед М. И. Цыбульский указывает, что собственными материалами с издателями автор не делился. В советской печати текст появился впервые после смерти автора — в 1986 году в подборке стихов Высоцкого в журнале «В мире книг». Когда компания звукозаписи «Мелодия» начала выпуск серии грампластинок «На концертах Владимира Высоцкого», «Спасите наши души» в 1987 году вошла во второй альбом серии, получивший то же название. Так же были названы и сборник стихов Высоцкого, изданный в 1990 году, и монография С. Бирюковой того же года, посвящённая творчеству Высоцкого и Булата Окуджавы в контексте феномена бард-рока. Название «Спасите наши души» присвоено кинофестивалю, который проводил Международный центр имени Владимира Высоцкого. По оценке А. Е. Крылова, текст песни послужил источником для «полутора десятков заголовков материалов о гибели и поднятии нашей подводной лодки».
Кавер-версии «Спасите наши души» в разное время исполняли, среди прочих, Григорий Лепс (в том числе в рамках концерта на Красной площади в честь Дня Победы), Александр Скляр и Александр Домогаров (в программе «Своя колея»). Песня неоднократно переводилась на английский язык, при этом в работе Вадима Астрахана, по выражению переводчика, изменена ритмика в угоду динамике, а в переводе Тимоти Сергэя исчезают и рифма, и ритм — текст воспроизведён белым стихом, в традициях Д. Д. Оболенского. Перевод текста на китайский язык выполнил филолог из Шанхайского университета Ху Сюесин, автор докторской диссертации по творчеству Высоцкого, на мокшанский язык — поэт Николай Тюрькин.

## Литературный анализ
Польский филолог Бартош Осевич называет «Спасите наши души» одним из наиболее характерных для творчества Высоцкого произведений, как в идейном, так и в художественном плане. Он указывает, что в песне применены сразу два из числа излюбленных приёмов автора — «надевание масок своих персонажей и поэтика экстремальной ситуации». Осевич пишет, что для произведений Высоцкого характерно мастерское владение «двойным кодированием художественной информации» за счёт использования метафор. Благодаря использованию подтекстов песни, несложные с первого взгляда, превращаются в глубокие философские размышления. Применительно к «Уходим под воду…» исследователь указывает, что помимо основного значения названия — мнемонической фразы для сигнала бедствия SOS — можно рассматривать эту фразу и в прямом смысле:
...крик погибающего экипажа подводной лодки может тоже толковаться как попытка сохранить свою национальную идентичность, жажда сберечь культурные ценности, желание развивать духовную жизнь. На социальном уровне он превращается и в отчаянный призыв о помощи задыхающегося несвободного советского общества, функционирующего в деструктивной системе запретов, усугубляющих ощущение недостатка кислорода.
Литературовед Владимир Новиков, говоря о «втором дне» песни и о духовном удушье, называет его причиной «растлевающую души господствующую ложь». Такой же подтекст усматривают в песне и современные белорусские исследователи В. Шакало и Ю. Гуров, увязывающие время создания песни с постановлением Политбюро ЦК КПСС от 17 июля 1967 года об усилении пропагандистской работы. Вслед за этим постановлением в структуре КГБ СССР появилось 5-е управление, перед которым была поставлена задача борьбы с «идеологическими диверсиями». С этой точки зрения песня Высоцкого — крик отчаяния советской творческой интеллигенции.
Б. Осевич полагает, что переход от амфибрахия в куплетах к ямбу в припеве «Спасите наши души» не случаен. По его мнению, «амфибрахический метр со спокойным восходящим и нисходящим ритмом» используется для описания ситуации, тогда как более динамичный ямб позволяет подчеркнуть ощущения и эмоции лирических героев. Этот переход подчёркивала и исполнительская манера Высоцкого, ускорявшего в припеве темп и усиливавшего драматические интонации. Выразительность припева достигается и с помощью аллитерации, обилия шипящих и свистящих согласных — «спасите», «наши», «души», «удушья», «спешите», «услышьте», «нас», «суше», «наш», «SOS», «глуше», «ужас». По оценке Осевича, исполнитель таким образом имитирует свистящее дыхание в замкнутом пространстве, где иссякает кислород.
Среди других стилистических приёмов, отмечаемых в песне — анафоры и эпифоры во втором куплете («Там слева по борту, || Там справа по борту, || Там прямо по ходу — || Мешает проходу || Рогатая смерть!»). В тексте используются редуцированные обороты, в том числе «гибнуть во цвете» (полное устойчивое выражение — «в(о) цвете лет»). Одна из оборванных фраз — дважды повторенное «Нам нечем… Нам нечем!..» — породила разные трактовки. С одной стороны, высказывается предположение, что это эллипсис и у задыхающихся лирических героев нет сил договорить «нам нечем дышать». Однако лингвист И. Б. Иткин отмечает, что эта строка связана как с предыдущей («Наш путь не отмечен…»), так и со следующей («Но помните нас!»), и в этом контексте однозначно означает «нам нечем отметить свой путь». В число исполнительских приёмов при исполнении песни входила также игра голосом на словах «локаторы взвоют», когда Высоцкий подражал звуку сирены.
Среди интертекстуальных образов песни — образ рвущихся аорт. К этому образу Высоцкий вскоре обратился ещё раз — в песне «Я уехал в Магадан»: «Я повода врагам своим не дал — || Не взрезал вен и не порвал аорту». Литературовед С. В. Свиридов связывает его с двумя более ранними литературными произведениями — стихотворением Осипа Мандельштама «Скрипачка» («За Паганини длиннопалым…») и повестью Валентина Катаева «Трава забвенья». Первое произведение, опубликованное в начале 1966 года в журнале «Подъём», содержало четверостишие, начинавшееся со слов «Играй же на разрыв аорты». Это четверостишие вошло и в финал повести Катаева, напечатанной в № 3 «Нового мира» за 1967 год, всего за несколько месяцев до рождения песни Высоцкого. Свиридов указывает на несколько причин, по которым эти строки могли оказать влияние на поэта. В частности, главным героем повести Катаева был Маяковский, чью роль в это время Высоцкий играл в спектакле театра на Таганке «Послушайте!». Кроме того, летом 1967 года (что по времени совпадает с созданием песни) он участвовал в съёмках фильма «Интервенция», как и повесть, показывающего Одессу времён гражданской войны. Ещё одно произведение, с которым сравнивалось «Спасите наши души», — «Баллада о гвоздях» Николая Тихонова: Е. Майбурд, считая, что у Тихонова и Высоцкого описаны аналогичные ситуации — экипаж боевого корабля, отправленный на самоубийственное задание, — противопоставляет «живых людей» Высоцкого одномерному и одноцелевому «строительному материалу» Тихонова.